# Ligne 275 (Infrabel)

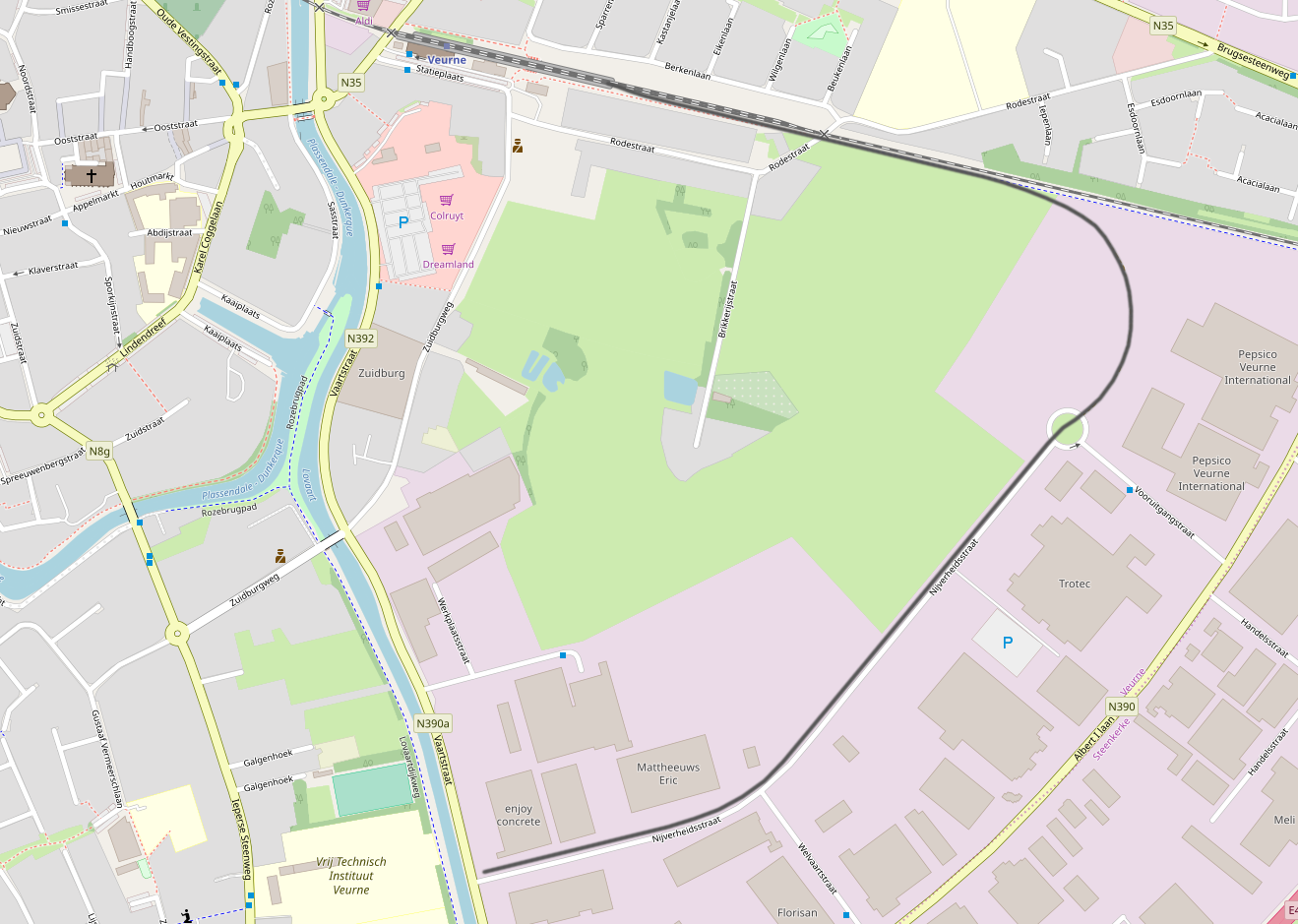
Plan de la ligne

La ligne 275 est une ligne ferroviaire industrielle hors service en Belgique qui connecte le site industriel de Lovaart à la gare de Furnes.

## Route
La ligne 275 est connectée à la ligne 73 à Furnes. Elle suit d'abord la ligne 73 vers l'est, mais tourne vers le sud-ouest juste avant la zone industrielle. La ligne se termine à la coté est du Lokanaal.